# Llei d'Avogadro

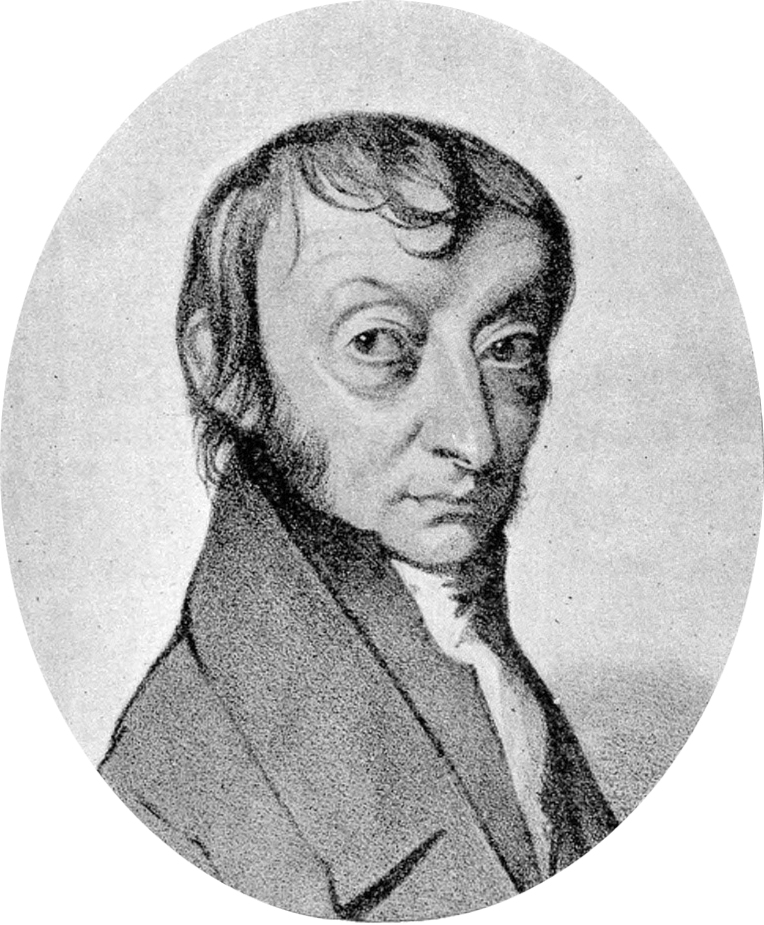
Amedeo Avogadro

La llei d'Avogadro, també coneguda com a llei d'Avogadro-Ampère, diu que si la temperatura i la pressió d'un gas són constants, el volum del gas és proporcional al nombre de molècules d'aquests. Fou enunciada en forma d'hipòtesi pel químic italià Amedeo Avogadro (1776-1856) l'any 1811 amb la següent formulació: "Volums iguals de gasos, sota les mateixes condicions de pressió i temperatura, contenen el mateix nombre de molècules". És una de les lleis fonamentals de la química que permeté explicar dins de la teoria atòmica de Dalton la llei experimental dels volums de combinació de Gay-Lussac.
Matemàticament pot expressar-se com: 
On :
- {\displaystyle {\ce {V_1}}} i {\displaystyle {\ce {V_2}}} són els volums de dos gasos diferents.
- {\displaystyle {\ce {N_1}}} i {\displaystyle {\ce {N_2}}} són els respectius nombres de molècules.

## Antecedents

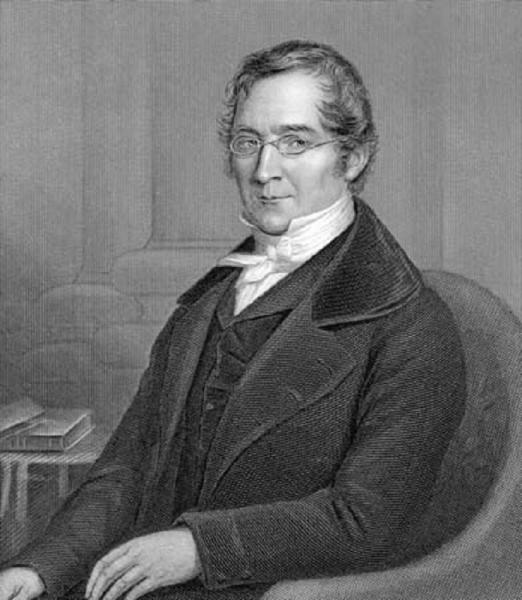
Joseph-Louis Gay-Lussac

La llei dels volums de combinació del científic francès Joseph-Louis Gay-Lussac no tenia una interpretació adequada basant-se en els postulats de la teoria atòmica de Dalton. Aquesta llei fou presentada en una reunió de la Société Philomathique a París, el 31 de desembre de 1808, i afirma que els volums de gasos que reaccionen, en les mateixes condicions de pressió i temperatura, per donar un altre gas, estan en relacions senzilles de nombres enters i, també, amb el volum del producte obtingut. Així descobrí que:
{\displaystyle 1L\;oxigen+2L\;hidrogen\longrightarrow 2L\;vapor\;d'aigua}{\displaystyle 1L\;nitrogen+3L\;hidrogen\longrightarrow 2L\;amoniac}
Per a l'anglès John Dalton la simplicitat de la llei dels volums de combinació indicaria que els àtoms dels distints elements no diferissin en les seves dimensions, ja que ell suposava que els àtoms estaven en contacte uns amb els altres (model estàtic), i això entrava en contradicció amb els postulats de la seva teoria atòmica. Gay-Lussac suposava, per contra, que els àtoms que formen els gasos eren molt petits enfront de la distància que els separa. Per altra banda Dalton creia que les partícules que formen els elements químics eren els àtoms i segons la seva hipòtesi de màxima simplicitat si dos elements formen un compost químic, aquest tindrà un àtom de cada element. Així, per a l'aigua suposava una fórmula {\displaystyle {\ce {HO}}}. Segons això, un volum d'hidrogen hauria de combinar-se amb un volum igual d'oxigen per donar un sol volum de vapor d'aigua, en contra del que les dades experimentals mostraven. Segons Dalton havia de ser:
{\displaystyle 1L\;oxigen+1L\;hidrogen\longrightarrow 1L\;vapor\;d'aigua}

## Les hipòtesis d'Avogadro
Amedeo Avogadro, en el seu article de 1811, plantejà diverses hipòtesis: 
1. Igual volum de gasos, en les mateixes condicions de temperatura i pressió, contenen el mateix nombre de molècules.
2. Els elements gasosos, com ara hidrogen, nitrogen i oxigen, estan constituïts per molècules diatòmiques, això és {\displaystyle {\ce {H_2}}}, {\displaystyle {\ce {N_2}}}i {\displaystyle {\ce {O_2}}}.
3. Les molècules són molt petites comparades amb l'espai que les separa en els gasos.

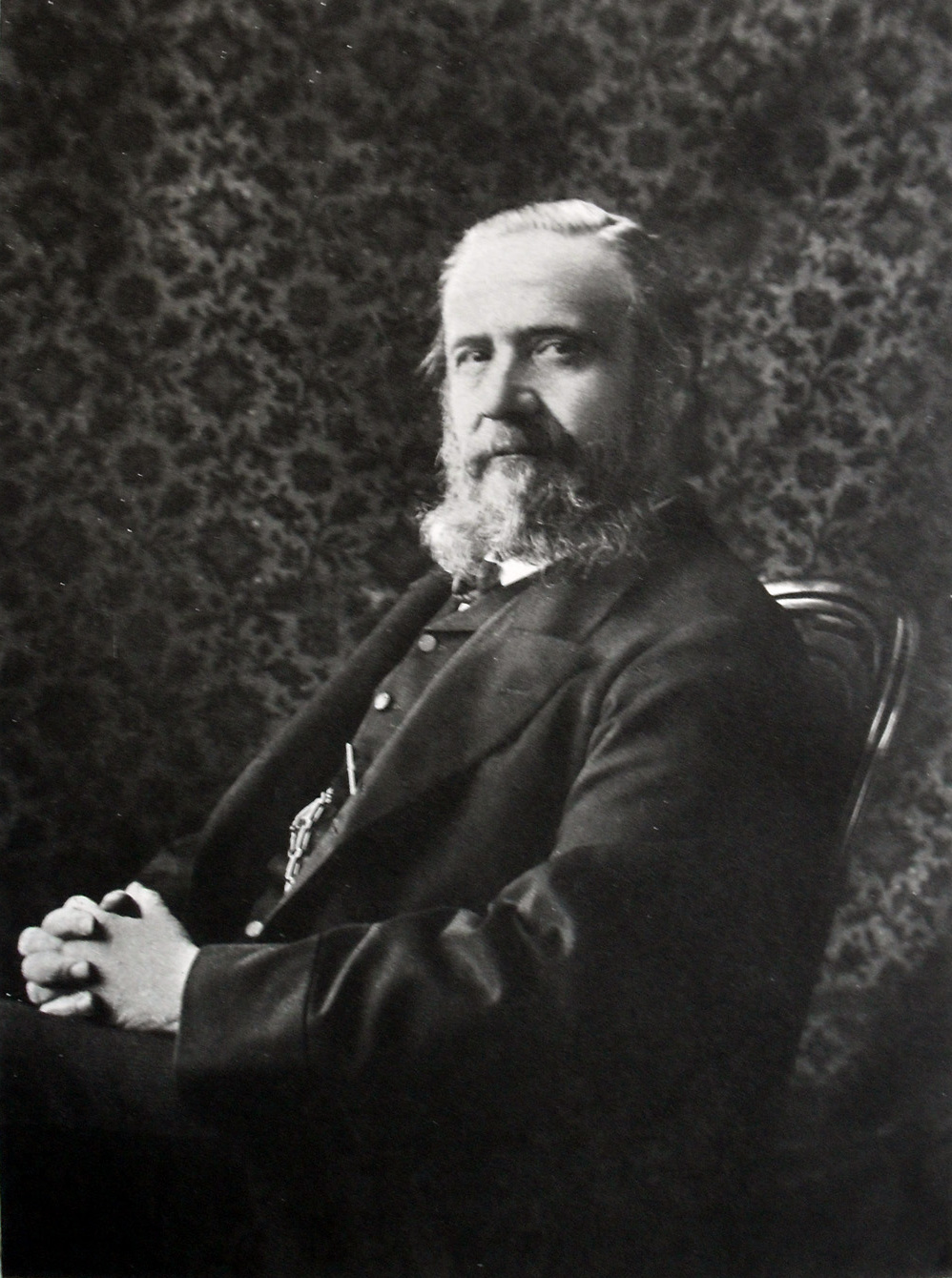
Stanislao Cannizzaro

Segons Avogadro, en una reacció química una molècula de reactiu ha de reaccionar amb una o diverses molècules d'un altre reactiu, donant lloc a una o diverses molècules del producte, però una molècula no pot reaccionar amb un nombre no sencer de molècules, ja que la unitat mínima d'un reactiu és la molècula. Ha d'existir, per tant, una relació de nombres enters senzills entre les molècules dels reactius, i entre aquestes molècules i les del producte. Segons la llei dels volums de combinació de Gay-Lussac aquesta mateixa relació és la que ocorre entre els volums dels gasos en una reacció química. Per això, deu existir una relació directa entre aquests volums de gasos i el nombre de molècules que contenen. Per a explicar aquesta llei, Avogadro proposà la hipòtesi que les molècules de la majoria dels gasos elementals més habituals (hidrogen, nitrogen, oxigen, clor, etc.) eren diatòmiques ({\displaystyle {\ce {H_2}}}, {\displaystyle {\ce {N_2}}}, {\displaystyle {\ce {O_2}}}, {\displaystyle {\ce {Cl_2}}}), és a dir, que per mitjà de reaccions químiques es poden separar en dos àtoms. Com que les molècules de diferents elements tenen volums diferents és necessari suposar que no ocupen tot el volum del gas tocant-se. Les molècules són molt petites, siguin de l'element que siguin, si les comparam amb les distàncies que les separen.
El científic francès André-Marie Ampère el 1814 publicà un article on arribava, de forma independent, a les mateixes conclusions, per la qual cosa també és coneguda per hipòtesis d'Ampère.
La llei d'Avogadro no fou plenament admesa per la comunitat científica fins al 1860 quan Stanislao Cannizzaro, antic alumne d'Avogadro, presentà al congrés de Karlsruhe un article que havia publicat en 1858 sobre les hipòtesis d'Avogadro i d'Ampère i la determinació de masses atòmiques.

### Síntesi de l'àcid clorhídric

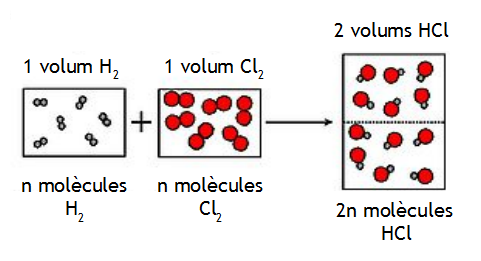
Esquema de la síntesi de HCl

Experimentalment es comprova que un volum d'hidrogen reacciona amb un volum de clor per a donar dos volums de clorur d'hidrogen. Segons el que estableix la llei d'Avogadro, en cada volum de clor i d'hidrogen hi haurà un mateix i determinat nombre de molècules (a la figura sis molècules). Com que les molècules d'hidrogen i clor són diatòmiques, la reacció química de síntesi del {\displaystyle {\ce {HCl}}} consistiria en la ruptura de les molècules d'hidrogen {\displaystyle {\ce {H_2}}} i clor {\displaystyle {\ce {Cl_2}}}i la seva posterior reorganització per a donar dotze molècules de {\displaystyle {\ce {HCl}}} (una per cada àtom de clor i hidrogen). Com hom ha suposat que en un volum de gas hi ha sis molècules, dotze molècules corresponen a un volum dues vegades major. Els volums dels gasos reactius estan en la relació 1:1, mentre que el de clorur d'hidrogen respecte al de clor o al d'hidrogen està en la relació 2:1, tal com s'estableix la llei dels volums de combinació de Gay-Lussac.

### Síntesi de l'aigua

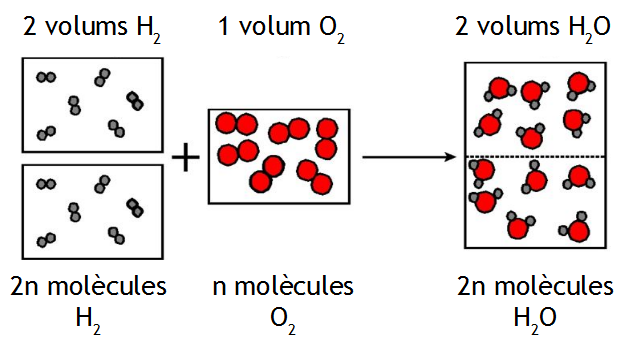
Esquema de la síntesi de l'aigua (H₂O)

Experimentalment es comprova que dos volums d'hidrogen reaccionen amb un volum d'oxigen per a donar dos volums d'aigua. D'acord amb la llei d'Avogadro, la reacció de síntesi de l'aigua necessitaria que dues molècules d'hidrogen {\displaystyle {\ce {H_2}}} reaccionassin amb una molècula d'oxigen {\displaystyle {\ce {O_2}}}per a obtenir dues molècules d'aigua {\displaystyle {\ce {H_2O}}}. La molècula d'oxigen ha d'estar formada almenys per dos àtoms, perquè almenys un d'ells entri a formar part de cada molècula d'aigua. Si hom suposa que en un volum de gas hi ha sis molècules, tenim com a reactius 12 àtoms d'hidrogen i 12 àtoms d'oxigen. Si obtenim dos volums d'aigua (12 molècules), cada molècula d'aigua ha de tenir de fórmula {\displaystyle {\ce {H_2O}}} i no {\displaystyle {\ce {HO}}} com creia John Dalton.

### Síntesi de l'amoníac

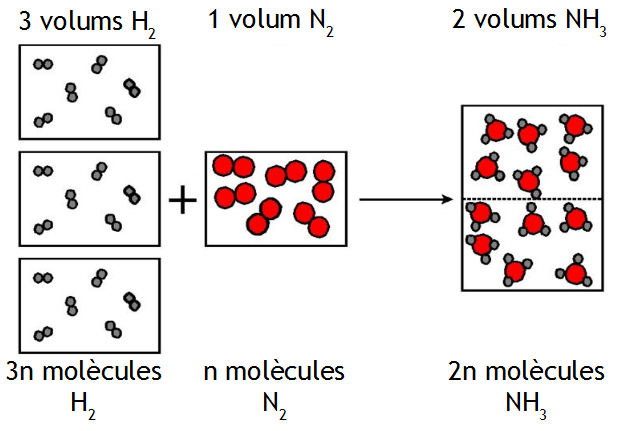
Esquema de la síntesi de l'amoníac (NH₃)

Experimentalment es comprova que tres volums d'hidrogen reaccionen amb un volum de nitrogen per a donar dos volums d'amoníac. Aquesta reacció de síntesi de l'amoníac precisa que tres molècules d'hidrogen {\displaystyle {\ce {H_2}}}reaccionin amb una molècula de nitrogen {\displaystyle {\ce {N_2}}}donant lloc a dues molècules d'amoníac {\displaystyle {\ce {NH_3}}}. La molècula de nitrogen ha d'estar formada almenys per dos àtoms, perquè almenys un d'ells entri a formar part de cada molècula d'amoníac. Si suposem que en un volum de gas hi ha sis molècules, tenim com a reactius 36 àtoms d'hidrogen i 12 àtoms de nitrogen. Si obtenim dos volums d'amoníac (12 molècules), cada molècula ha de tindre de fórmula {\displaystyle {\ce {NH_3}}}.